# أنجليكا ريفيرا
أنجليكا ريفيرا (بالإسبانية: Angélica Rivera) (ولدت 2 أغسطس 1969) هي ممثلة مكسيكية وزوجة رئيس جمهورية المكسيك إنريكه بينيا نييتو منذ سنة 2010 و منذ تقلد هذا الأخير لمنصب رئيس جمهورية في فاتح دجنبر 2012 أصبحت السيدة الأولى للمكسيك.

## روابط خارجية
- أنجليكا ريفيرا على موقع IMDb (الإنجليزية)
- أنجليكا ريفيرا على موقع ميوزك برينز (الإنجليزية)
- أنجليكا ريفيرا على موقع قاعدة بيانات الفيلم (الإنجليزية)